# 馬爾科·圖盧傑利蒂
馬爾科·圖盧傑利蒂（西班牙語：Marco Trungelliti，1990年1月31日—）是一名阿根廷職業網球運動員，他於2008年轉為職業球手。他的單打最高世界排名是第112名。

## 外部連結
- 馬爾科·圖盧傑利蒂（英文/西班牙文）的官方資料
- 馬爾科·圖盧傑利蒂的國際網球總會 職業／青少年 官方資料（英文）